# Tyias Browning
Tyias Browning (Liverpool, Anglia, 1994. május 27. –) angol labdarúgó, aki jelenleg a Sunderland-ben  játszik hátvédként, kölcsönben az Evertontól.

## Pályafutása

### Everton
Browning 2004-ben, tízéves korában csatlakozott az Everton ifiakadémiájához, ahol a 2010/11-es szezonban megnyerte az U18-as Premier League-et. 2012. december 30-án, a Chelsea ellen bekerült az első csapat keretébe, de végig a cserepadon ült. 2014. január 10-én a Wigan Athletic egy hónapra kölcsönvette. Egy nappal később, a Bournemouth ellen debütált, csereként váltva James Perchet. Az Evertonban 2014. szeptember 27-én, a Liverpool ellen rangadón kapott először lehetőséget. Az 1-1-re végződő találkozó 72. percében csereként állt be Tony Hibbert helyére.

## Magánélete
Browning nagyapja révén kínai felmenőkkel is rendelkezik.

## Külső hivatkozások
- Tyias Browning pályafutásának statisztikái a Soccerbase oldalon (angolul)

- Válogatottbeli statisztikái Archiválva 2014. október 9-i dátummal a Wayback Machine-ben